# Jef Lambeaux
Jef Joseph Marie Thomas Lambeaux (Amberes, 14 de enero de 1852-Bruselas, 5 de junio de 1908) fue un escultor belga.

## Biografía
Estudió en la Real Academia de Bellas Artes de Amberes donde fue discípulo de Jean Geefs.
Formó parte del grupo de jóvenes artistas la «camarilla Van Beers», junto con Piet Verhaert (1852-1908), Alexander Struys (1852-1941) y Jan van Beers (1852-1927), y del grupo de Los XX.
Su taller, hoy destruido, se ubicaba en el nº 104 de la rue Antoine ( Saint-Gilles)
Entre sus obras destacan los relieves del Templo de las pasiones humanas.

## Galería
|                               |
| El triunfo de la mujer (1901) |

|                                       |
| Templo de las pasiones humanas (1898) |

|                      |
| La abundancia (1902) |

|              |
| El lavandero |

|                     |
| Catedral de Amberes |

|              |
| Brabo (1886) |